# بفرایونگسهال
بفرایونگسهال (به آلمانی: Befreiungshalle) (تالار آزادی و عدالت) بنایی تاریخی است که در کلهایم آلمان قرار دارد. این بنای یادبود به دستور لودویگ یکم پادشاه بایرن و به منظور گرامیداشت خاطره پیروزی‌های وی بر ناپلئون ساخته شد. این برج بین سال‌های ۱۸۴۲ تا ۱۸۶۳ میلادی بنا گردید.

## نگارخانه

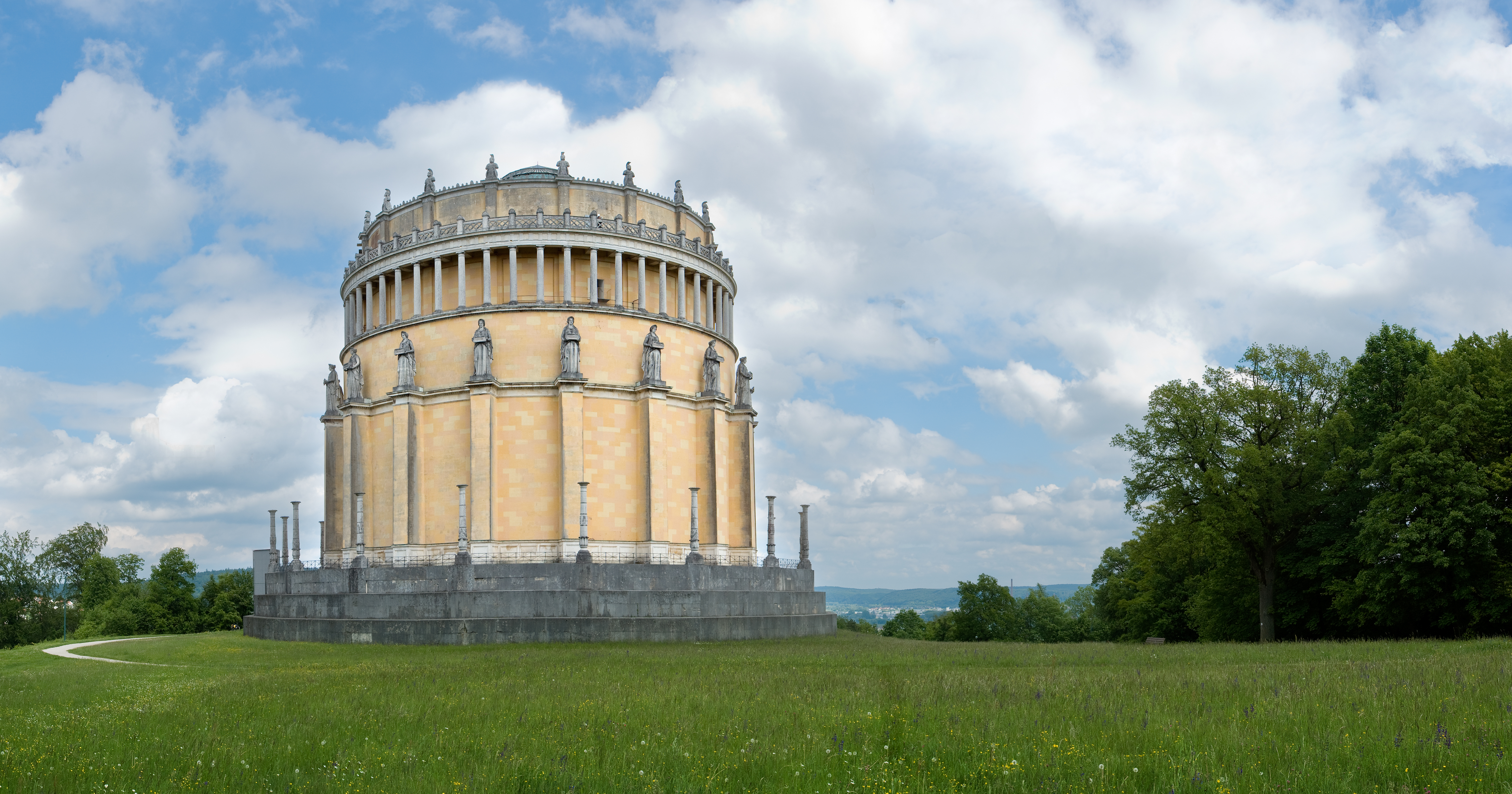
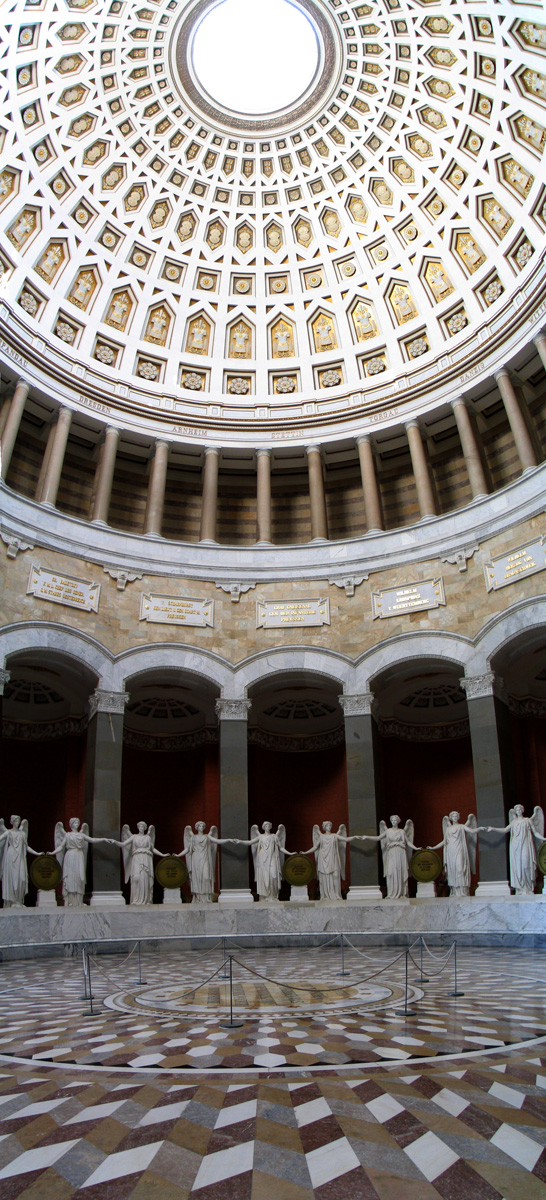
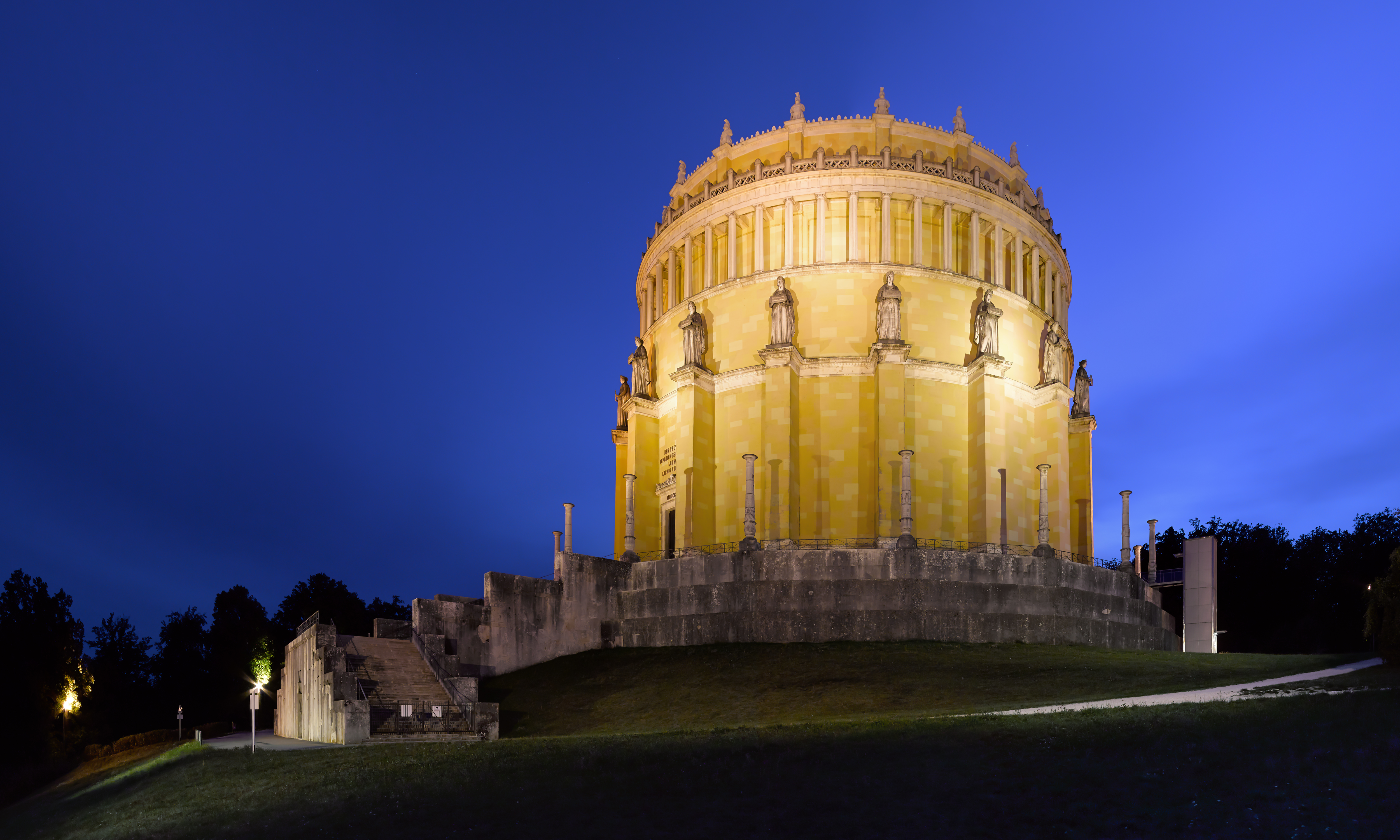
تصویری از بفرایونگسهال در شب